# Fontaine Diane (Lectoure)
La fontaine Diane, anciennement appelée Hountélie (du gascon hont, « fontaine »), parfois Houndélie, francisé en Fontélie, est une fontaine située dans les remparts sud de la ville de Lectoure (Gers).

## Étymologie

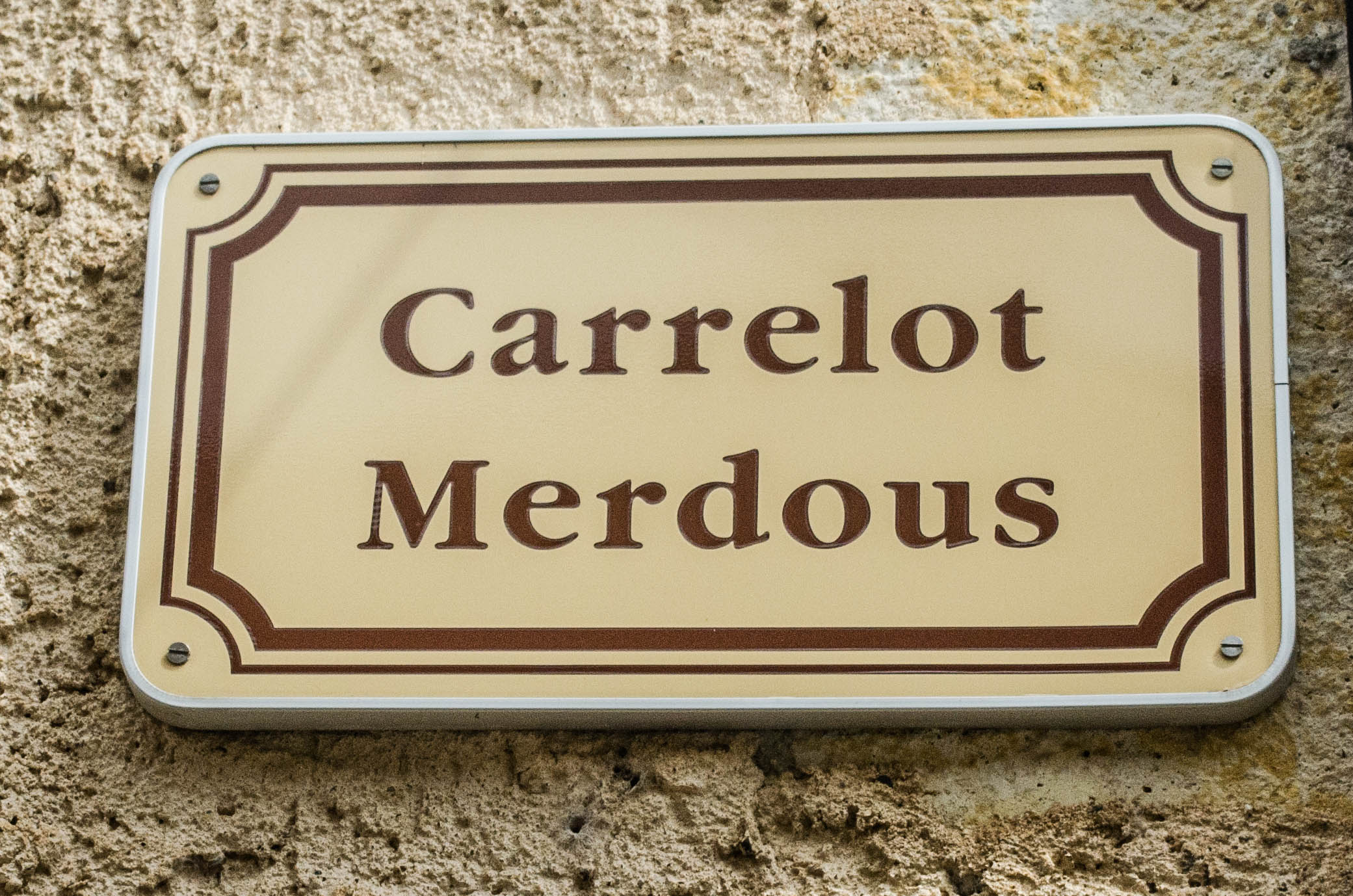
Plaque du carrelot merdous

Cette fontaine, alimentée par une source abondante et régulière, a fourni en eau l’artisanat du quartier de Hountélie, notamment les ateliers de tanneurs situés en contrebas, le long d’une ruelle appelée carrelot merdous (en raison des odeurs émanant de cette activité), puis la tannerie royale de Lectoure et une grande quantité de foyers domestiques jusqu’à l’installation des réseaux d’eau courante. Il est probable, étant donné l’histoire de Lectoure, qu’elle était dès l’Antiquité dédiée à quelque divinité, et peut-être un temple dédié à Jupiter était-il installé au-dessus. Cependant, l’origine du nom de « Hountélie », comme celui de « fontaine Diane », demeurent sujets à controverses. Les érudits de la Renaissance ont interprété Hountélie comme hount Délios, autrement dit la déesse Diane honorée à Délos : hypothèse la moins vraisemblable, mais qui a connu le plus grand succès puisque le nom s’est imposé. Henri Polge a émis l’hypothèse que la fontaine était dédiée au prophète Élie, s’appuyant sur le fait que les Carmes étaient installés à proximité avant de s’établir à l’intérieur de la ville, et que le prophète et sa fontaine sur le mont Carmel tenaient une grande place dans leurs traditions. Cependant, on a aussi fait valoir qu’un mot gascon, hontaliu, désigne simplement un lieu pourvu de sources.

## Architecture
L’apparence actuelle date du XIIIe siècle. La fontaine est englobée dans un ensemble de remparts assez complexe, au-dessous et donc à l’extérieur de la porte Hontélie : bien que structurellement située en-dehors de l’enceinte, elle était suffisamment protégée des assauts venant de l’extérieur. Il s’agit d’un bassin couvert d’une voûte en berceau brisé vers l’avant, en plein cintre à l’arrière (ce qui laisse penser que la fontaine d’origine a été agrandie au XIIIe siècle alors qu’on construisait les remparts et les tours), décoré de peintures murales très dégradées. L’eau vient de trois sources, dont la plus importante arrive par un couloir formé par des dalles en V inversé. Le bassin s’ouvre vers le sud par deux arcades ogivales en tiers-point, protégées par une grille de ferronnerie aux pointes en fleur de lys du XVe siècle, et reposant sur une colonne cylindrique avec chapiteau à motif de feuillages simples. Une grande arcade les englobe, et le tout est surmonté d’une petite maison, vestige d’une tour plus imposante, jouxtant l’actuel jardin de la Cerisaie qui correspond à la première des terrasses qui se succèdent en remontant vers la ville haute. On accède à la fontaine par un escalier, au bas de l’actuelle rue Fontélie. La fontaine était encaissée entre des murs très hauts qui la dissimulaient aux regards extérieurs avant que le mur lui faisant face ait été abaissé à la fin du XXe siècle. L’eau s’écoule au besoin par deux gros robinets, tandis que le trop-plein du bassin s’évacue par une ouverture sur la droite et, traversant le mur est, va remplir un abreuvoir sous les remparts avant d’être dirigé par une canalisation vers l’ancienne tannerie royale.
La fontaine Diane est inscrite Monument historique en 1925.

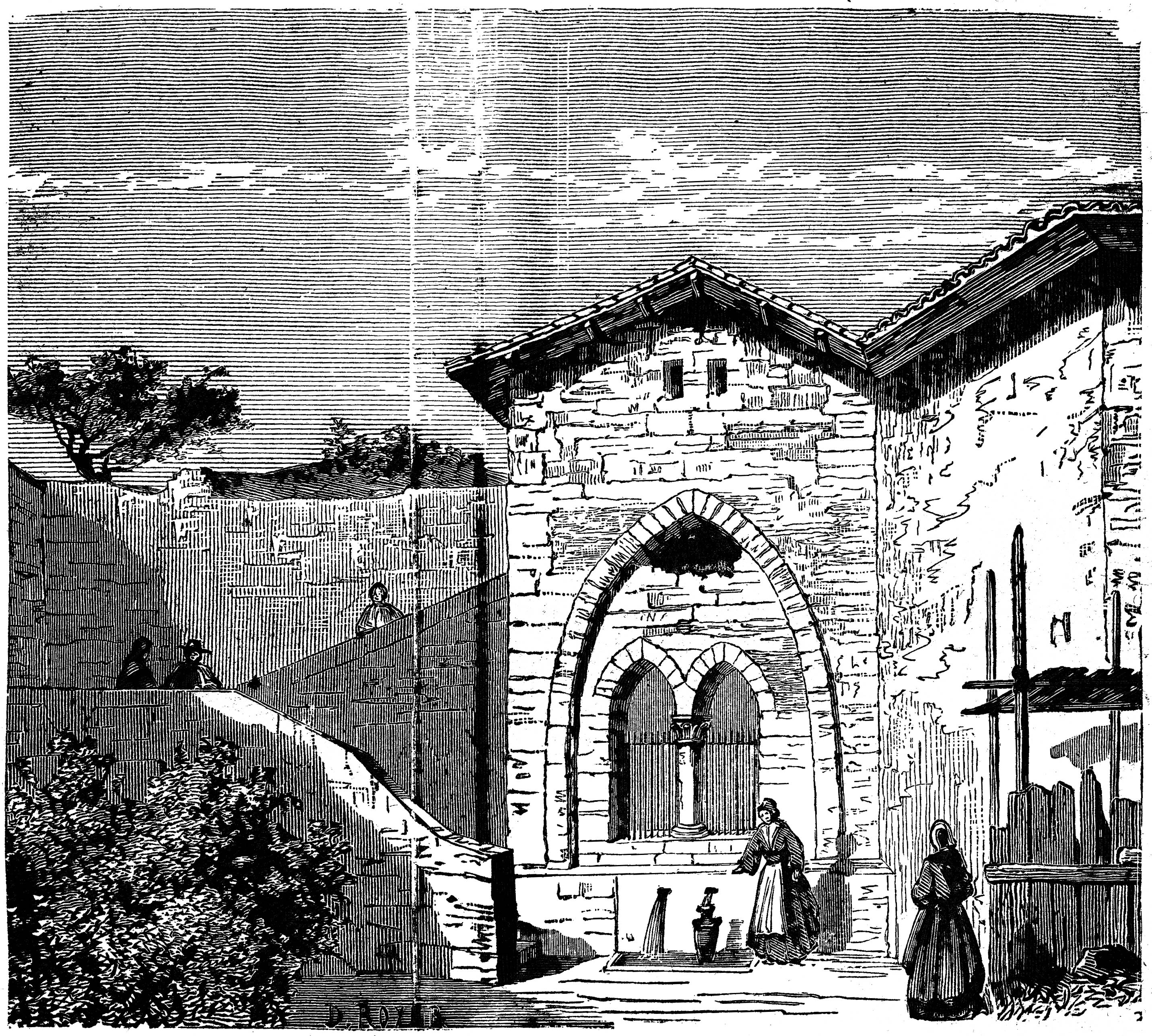
La fontaine Diane, gravure XIXe s. in Le Midi pittoresque, d'Eugène Trutat
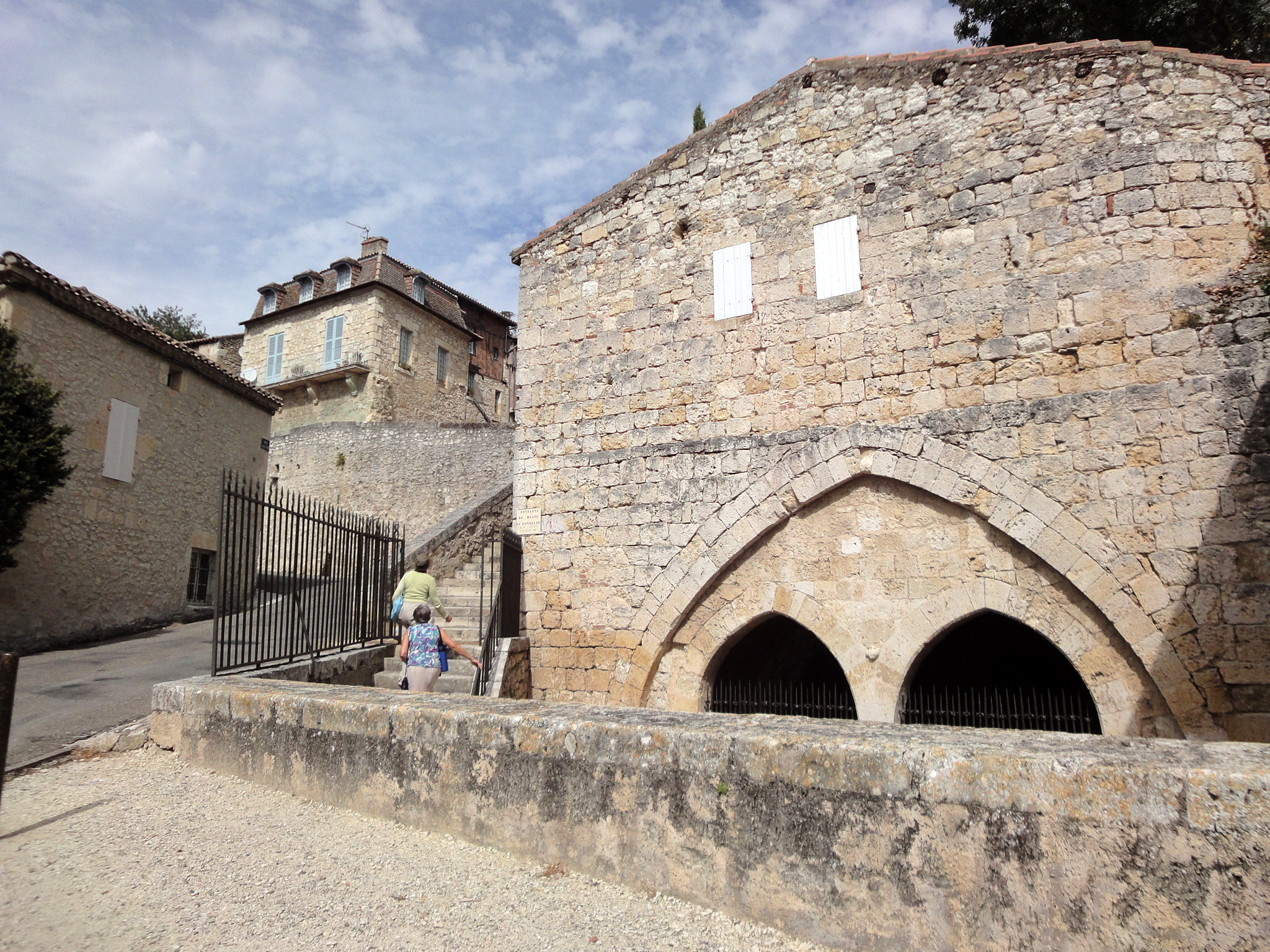
Vue depuis le boulevard du Midi

## Littérature
La fontaine Diane reçoit en 1907 la visite d’André Gide et de ses amis Eugène Rouart et François-Paul Alibert. Gide écrit quelques mots sur cette visite dans une lettre à Henri de Régnier : «  le long du chemin en tortueux raidillon qui mène, entre 2 hautes murailles ruisselant de valérianes fleuries, à ce repli de roc d’où sourd cette eau consacrée à Diane (…) L’abord en est charmant et m’a rappelé quelque peu celui de la fontaine de Syracuse  ». De son côté et sur une suggestion de Gide, Alibert compose, outre de longues pages de prose sur Lectoure, un poème sur la fontaine : À la source Fontélie. Les peintures murales sous la voûte leur ayant suggéré des visions d’auréoles, les amis ont imaginé une « sainte Fontélie » très hypothétique, mais qui sert bien le propos du poète.